# Minimum de séparation verticale réduit
Le Minimum de séparation verticale réduit (en anglais, Reduced Vertical Separation Minima ou RVSM) est une norme de séparation verticale entre aéronefs introduite progressivement entre 1997 et 2005 dans la gestion du trafic aérien.
Précédemment, deux aéronefs situés au-dessus du même point géographique devaient être espacés verticalement d'au moins 1 000 pieds s'ils étaient en dessous du niveau de vol 290, et 2 000 pieds au-dessus de ce niveau. Ces valeurs avaient été choisies en tenant compte de la précision des altimètres, qui se dégrade quand l'altitude croît. Cette précision s'étant améliorée au fil du temps, l'OACI a décidé de réduire la norme à 1 000 pieds afin de multiplier les niveaux de vols utilisables dans les centres de contrôle régional et donc de fluidifier le trafic aérien.

## Historique
Le programme a été introduit en 1982 par l'OACI par une étude de faisabilité mondiale sur la réduction de la séparation des aéronefs au-dessus du FL290, avec pour objectifs d'augmenter la capacité de l'espace aérien et de réduire la consommation de carburant. La mise en place de procédures a commencé en 1999.
Le programme RVSM a été opérationnel le 24 janvier 2002 à 1h00 UTC dans 41 États d'Europe et d'Afrique du Nord.

## Portée du programme en Europe
Le programme concerne les niveaux de vols 290 à 410. Ainsi, six niveaux de vol qui n'étaient pas utilisés auparavant ont pu être gagnés. Ce sont les niveaux 300, 320, 340, 360, 380, et 400. Au-dessus du FL410, la séparation est toujours de 2 000 pieds. Le gain pour l'ensemble des compagnies aériennes a été estimé à 3,9 milliards d'euros. La capacité a pu être augmentée de 25 % entre 2002 et 2007. Les émissions de CO2 ont été réduites de 5 % au-dessus du FL290, ce qui correspond à une réduction de 1 % sur l'ensemble de l'espace aérien.

## Équipements requis
Pour pouvoir évoluer dans un espace RVSM, un aéronef doit être équipé de : 
- Deux systèmes indépendants de mesure d'altitude pression
- Un pilote automatique permettant de maintenir une altitude
- Un système d'avertisseur de déviation (± 300 ft) de l'altitude sélectionnée dans le pilote automatique
- Un transpondeur secondaire SSR transmettant l'altitude de l'aéronef[3]